# Le Châble
Le Châble (toponimo francese) è una frazione di 460 abitanti del comune svizzero di Bagnes, nel Canton Vallese (distretto di Entremont), del quale è capoluogo.

## Monumenti e luoghi d'interesse

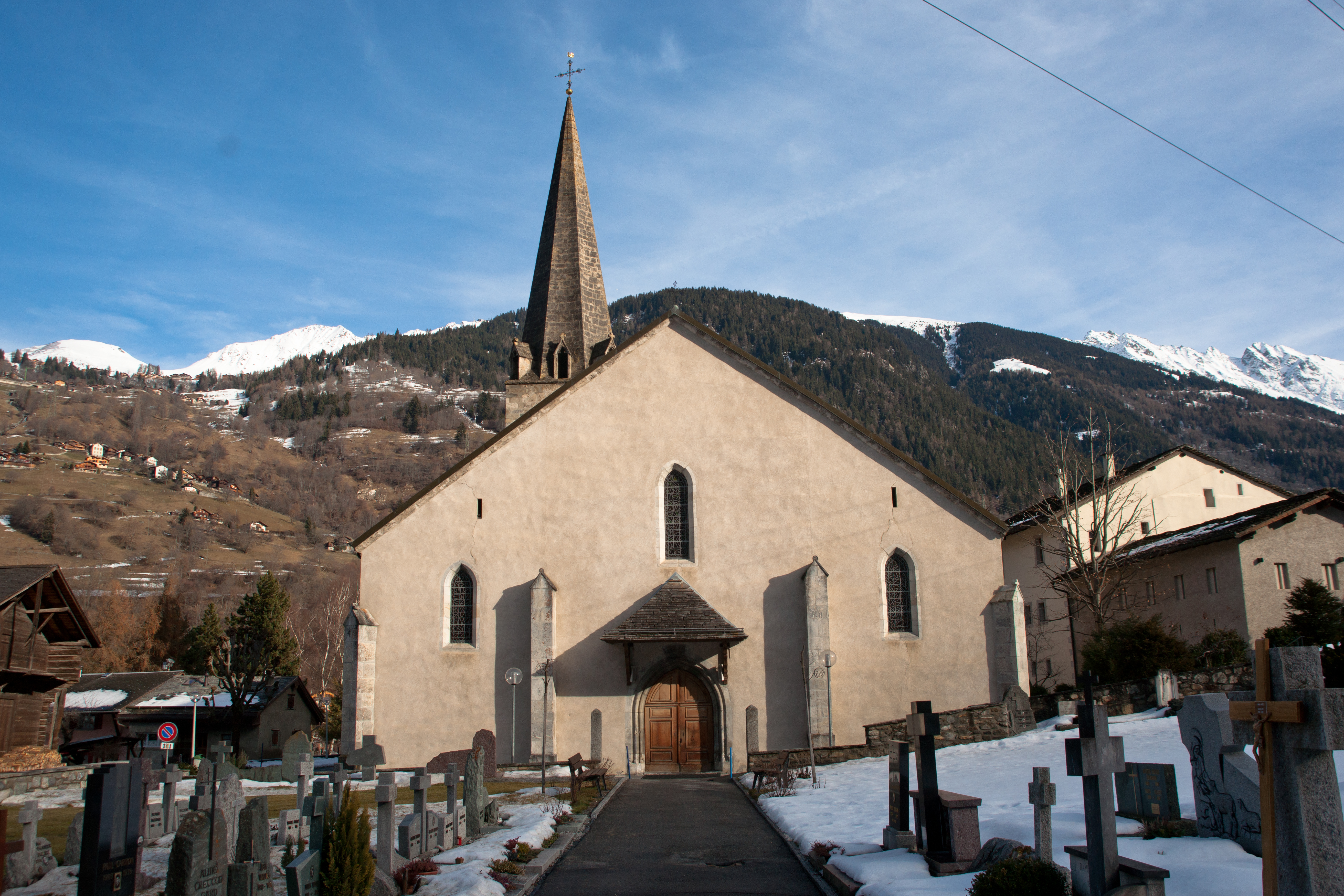
La chiesa di San Maurizio

- Chiesa parrocchiale cattolica di San Maurizio, attestata dal 1178[2], ricostruita nel 1520-1534[1].

## Società

### Evoluzione demografica
L'evoluzione demografica è riportata nella seguente tabella:
Abitanti censiti

## Infrastrutture e trasporti
Le Châble è servito dall'omonima stazione, capolinea della ferrovia per Martigny.

## Amministrazione
Ogni famiglia originaria del luogo fa parte del cosiddetto comune patriziale e ha la responsabilità della manutenzione di ogni bene ricadente all'interno dei confini della frazione.